# THE IDOLM@STER SHINY COLORS シャイニーPRオファー
『THE IDOLM@STER SHINY COLORS シャイニーPRオファー』（アイドルマスター シャイニーカラーズ シャイニーピーアールオファー）は、2024年4月17日にリリースされたキャラクターソングCDシリーズ。

## 概要
「アイドルマスター シャイニーカラーズ」のキャラクターソングCDシリーズ。発売元はランティス。全3巻。
ゲーム内で行われたイベント「シャイニーPRオファー」で、オファーのあった企画に対し適任と思うアイドルの投票が行われ、その上位3名に選ばれたアイドルによるCD。
選抜された3名による新曲1曲とソロバージョン及びoff vocal、ドラマパートを収録。

## vol.1
2024年4月17日発売。オファーは「コスメブランド」。
収録曲
1. 輝きにかわる
歌：大崎甘奈（黒木ほの香）、市川雛菜（岡咲美保）、田中摩美々（菅沼千紗）
作詞・作曲・編曲：くじら
2. 輝きにかわる（大崎甘奈ver.）
歌：大崎甘奈（黒木ほの香）
3. 輝きにかわる（市川雛菜ver.）
歌：市川雛菜（岡咲美保）
4. 輝きにかわる（田中摩美々ver.）
歌：田中摩美々（菅沼千紗）
5. スペシャルオーディオドラマ「acquired taste」
6. 輝きにかわる（Off Vocal）

## vol.2
2024年4月17日発売。オファーは「アニメ主題歌歌唱」。
収録曲
1. ONE STAR
歌：小宮果穂（河野ひより）、黛冬優子（幸村恵理）、和泉愛依（北原沙弥香）
作詞：KOHSHI（FLOW）、作曲・編曲：TAKE（FLOW）
2. ONE STAR（小宮果穂ver.）
歌：小宮果穂（河野ひより）
3. ONE STAR（黛冬優子ver.）
歌：黛冬優子（幸村恵理）
4. ONE STAR（和泉愛依ver.）
歌：和泉愛依（北原沙弥香）
5. スペシャルオーディオドラマ「FIRE & ICE」
6. ONE STAR（Off Vocal）

## vol.3
2024年4月17日発売。オファーは「ストリート系ファッションブランド」。
収録曲
1. GOTCHA
歌：芹沢あさひ（田中有紀）、八宮めぐる（峯田茉優）、西城樹里（永井真里子）
作詞：RYO-Z・ILMARI、作曲・編曲：FUMIYA
2. GOTCHA（芹沢あさひver.）
歌：芹沢あさひ（田中有紀）
3. GOTCHA（八宮めぐるver.）
歌：八宮めぐる（峯田茉優）
4. GOTCHA（西城樹里ver.）
歌：西城樹里（永井真里子）
5. スペシャルオーディオドラマ「Come together」
6. GOTCHA（Off Vocal）